# Neozygites remaudierei
Neozygites remaudierei är en svampart som beskrevs av S. Keller 2006. Neozygites remaudierei ingår i släktet Neozygites och familjen Neozygitaceae.   Inga underarter finns listade i Catalogue of Life.